# Árpád Göncz
Árpád Göncz, född 10 februari 1922 i Budapest, död 6 oktober 2015 i Budapest, var en ungersk politiker, författare och översättare. Han var Ungerns president mellan 1990 och 2000.

## Biografi
Göncz studerade juridik vid Pázmány Péter Tudományegyetem (numera ELTE), och tog examen 1944. Han var aktiv i Oberoende småbrukarpartiet efter andra världskriget och under Ungernrevolten 1956, och satt i fängelse 1956–1962. Han var med om att grunda Fria demokraternas allians 1989, och var Ungerns president 1990–2000.
Han var far till Kinga Göncz som var Ungerns utrikesminister 2006 till 2009.

## Författarskap
Som författare var han mest känd för sina skådespel, varav flera också har satts upp i utlandet. I engelsk översättning föreligger Voices of Dissent (1989) och Plays and Other Writings (1990). I Göncz verk står den enskilda människan ofta maktlös gentemot historiska krafter, som dels tvingar henne till ofrivilliga handlingar, dels till passivitet. Han översatte även J.R.R. Tolkiens Sagan om ringen till ungerska.